# 義大利的埃及人
在義大利，有一個重要的埃及人社區。截至2006年，埃及人力和移民部估計，義大利有210000埃及人，佔在歐洲510000名埃及人的大約41％，是下一個最大的社區，在英國的埃及人的三倍。

## 移民歷史
早在公元前2世紀，有強力證據表明已有埃及人住在羅馬，包括銀行家，外科醫生，演員，音樂家，算命者，士兵，奴隸等各種職業。近代早期，拿破崙在1798-1801年入侵埃及後，埃及與歐洲之間的接觸程再次增加。1813年，埃及領導人穆罕默德·阿里派人訪問意大利，研究印刷術。
然而，英國和法國是埃及僑民學者和專業人士的首選目的地;意大利，特別是米蘭則在20世紀後半葉吸引埃及商人和非熟練工人。

## 就業
多數義大利的埃及人恢從事與食物有關的工作。在米蘭他們已支配傳統的意大利食品的貿易，如薄餅和其他烘焙產品，同時經營餐廳，咖啡店和符合“清真”的食物。

## 宗教
義大利的埃及人多是穆斯林，偏好行內婚制。但27%人是科普特正教會信徒，大約25000人生活在米蘭。